# Даф (музичний інструмент)
Даф (перс. دف‎, азерб. dəf, вірм. դափ, араб. دف) — старовинний народний ударний музичний інструмент, різновид бубна. Поширений насамперед в Ірані, Сирії, Азербайджані, Вірменії, Афганістані, Туреччині, Таджикистані, Узбекистані, в країнах Близького та Середнього Сходу, а також в країнах Центральної Азії. Один із небагатьох музичних інстурментів, який зумів зберегти первісну форму і дійти до наших днів, не змінивши її.
Точна дата появи дафа нез'ясована. Найраніші свідчення датуються періодом правління династії Сасанідів. Також вважається, що даф виник ще до поширення ісламу. Даф мав величезний вплив в тогочасній Персії. Був одним із найголовніших духовних інструментів: гра на дафі виконувалася під час церемоніальних урочистостей, а також під час святкових дійств.
Внаслідок поширення ісламської культури пізніше даф з'явився також в Греції, Римі і Середньовічній Європі.
Інструмент має вигляд круглого дерев'яного обода, обтягненого зазвичай сап'яном. У сучасному дафі мембрана може бути проте із пластику, що запобігатиме зволоженню інструмента. До обода дафа іноді чіпляють 60-70 мідних або залізних кілець, які при використанні музичного інструменту створюють короткі дзвінкі звуки при ударах.

## Галерея

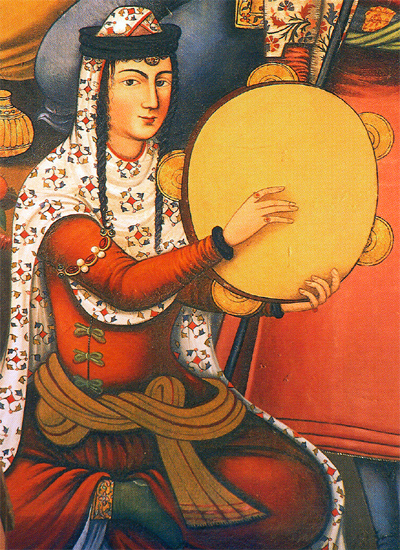
Перська жінка грає на дафові (Картина 17-го ст.)
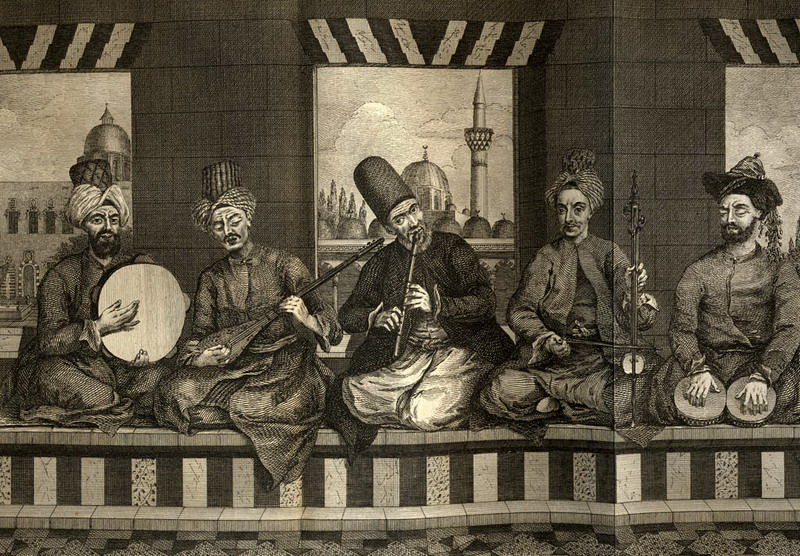
Сирійські музиканти (Картина 18-го ст., даф зліва)
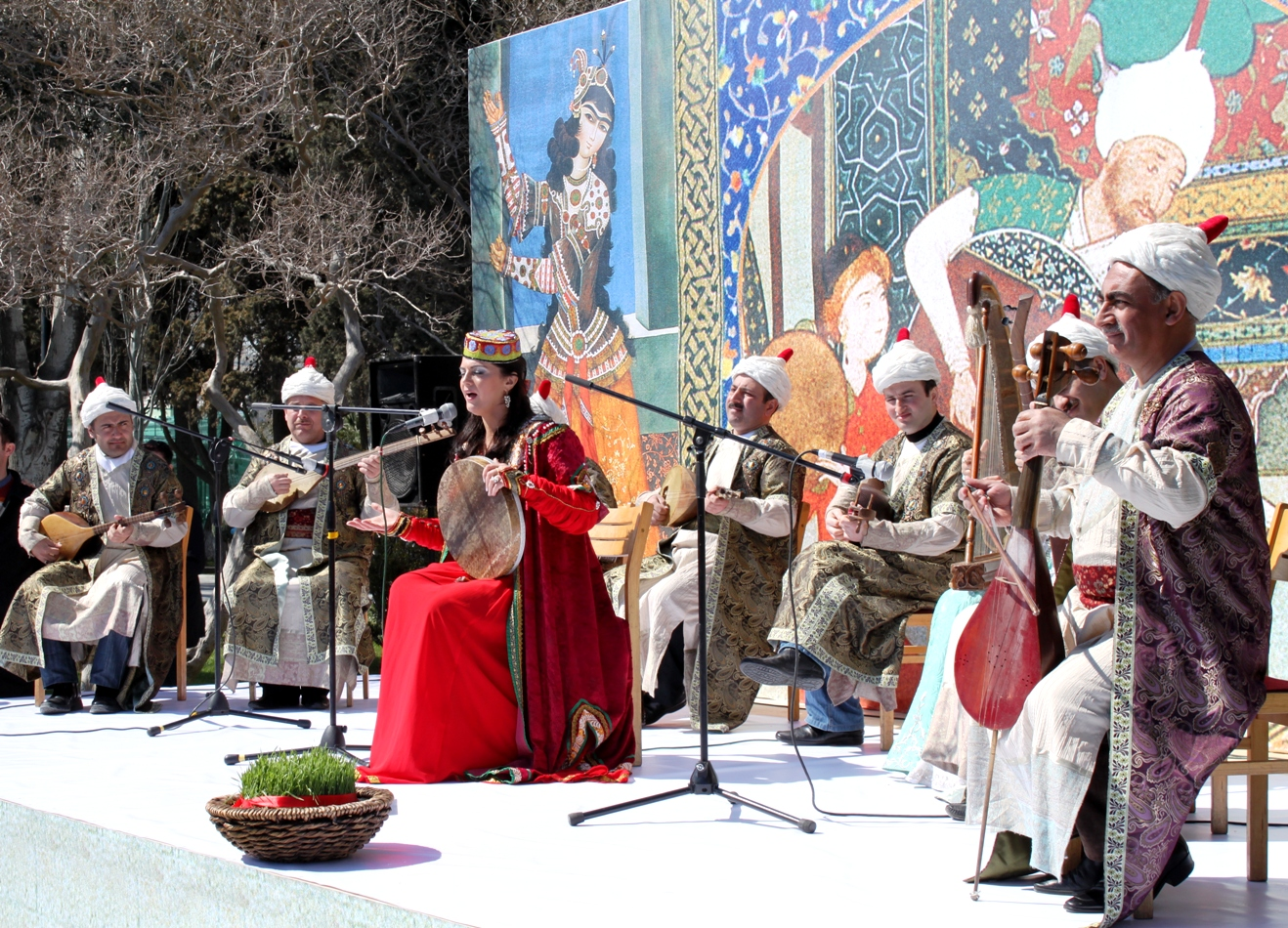
Азербайджанські музиканти (світлина 2010 року, даф у центрі)
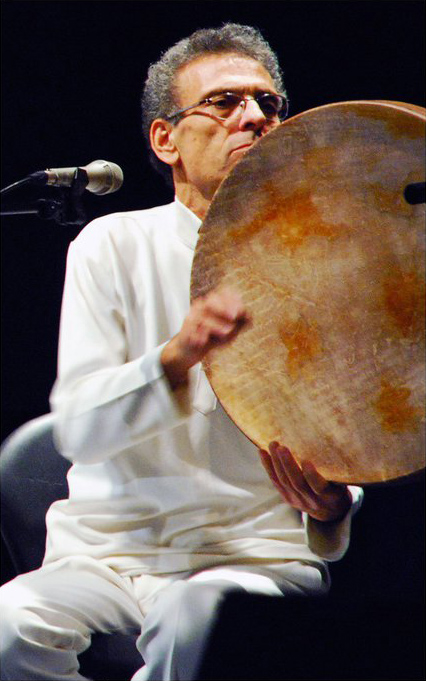
Іранський музикант Біян Камкар грає на дафі (світлина 2012 року)
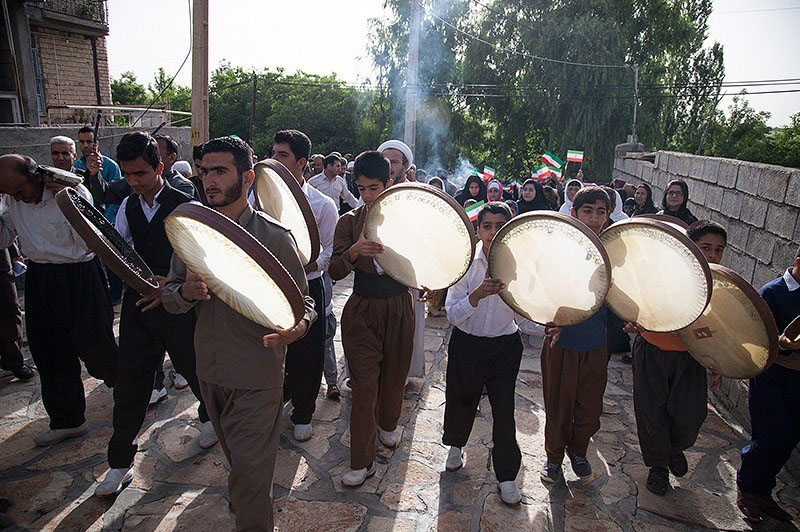
Іранські курди грають на дафах (світлина 2016 року)